# Ekaterina Aleksandrova
Ekaterina Evghenievna Aleksandrova (rusă Екатери́на Евге́ньевна Александро́ва; n. 15 noiembrie 1994, Celiabinsk, Rusia) este o jucătoare rusă de tenis.
A câștigat trei titluri WTA la simplu, trei titluri WTA 125 și șapte titluri la simplu pe Circuitul ITF. La 20 februarie 2023, ea a ajuns pe locul 16 mondial, cea mai bună clasare a sa la simplu, iar la dublu, locul 58 mondial, la 26 septembrie 2022.